# Cupa Romaniei 2021/2022 (volleyboll, damer)
Cupa Romaniei 2021-2022 i volleyboll för damer utspelade sig mellan 20 oktober 2021 och 20 mars 2022. Det var den 16:e upplagan av turneringen och 12 klubblag i Rumänien deltog. CSM Volei Alba Blaj vann tävlingen för 4:e gången genom att besegra CSM Târgoviște i finalen. Iuna Zadorojnai var främsta poängvinnare med 62 poäng.

## Format
Tävlingen genmfördes i cupformat:
- Åttondels- och kvartsfinaler spelades med hemma och bortamöten.
- Semifinaler och final spelades med en direkt avgörande match.

## Deltagande lag
| - CSM Volei Alba Blaj - CS Mioveni - CS Dinamo București - CSM Lugoj - CS Medgidia - CS Rapid București | - CS Știința Bacău - CSM Târgoviște - ACS Turda - CSO Voluntari - CS Universitatea Cluj - SCM Universitatea Craiova |

## Turneringen

### Spelschema
|  | Omgång 1                  | Omgång 1 | Omgång 1 |  |  | Kvartsfinaler       | Kvartsfinaler | Kvartsfinaler       |   |  | Semifinaler         | Semifinaler |                |   | Final | Final |  |
|  |                           |          |          |  |  |                     |               |                     |   |  |                     |             |                |   |       |       |  |
|  |                           |          |          |  |  | CS Dinamo București | 3             | 1                   |   |  |                     |             |                |   |       |       |  |
|  | CSO Voluntari             | 3        | 3        |  |  | CSO Voluntari       | 1             | 3                   |   |  |                     |             |                |   |       |       |  |
|  | CS Știința Bacău          | 0        | 1        |  |  |                     |               |                     |   |  | CSO Voluntari       | 1           |                |   |       |       |  |
|  | CS Mioveni                | 3        | 3        |  |  |                     |               | CSM Volei Alba Blaj | 3 |  |                     |             |                |   |       |       |  |
|  | CS Universitatea Cluj     | 0        | 0        |  |  | CS Mioveni          | 0             | 1                   |   |  |                     |             |                |   |       |       |  |
|  |                           |          |          |  |  | CSM Volei Alba Blaj | 3             | 3                   |   |  |                     |             |                |   |       |       |  |
|  |                           |          |          |  |  |                     |               |                     |   |  | CSM Volei Alba Blaj | 3           |                |   |       |       |  |
|  | SCM Universitatea Craiova | 1        | 0        |  |  |                     |               |                     |   |  |                     |             | CSM Târgoviște | 1 |       |       |  |
|  | CSM Lugoj                 | 3        | 3        |  |  | CSM Lugoj           | 1             | 0                   |   |  |                     |             |                |   |       |       |  |
|  |                           |          |          |  |  | CSM Târgoviște      | 3             | 3                   |   |  |                     |             |                |   |       |       |  |
|  |                           |          |          |  |  |                     |               |                     |   |  | CSM Târgoviște      | 3           |                |   |       |       |  |
|  |                           |          |          |  |  |                     |               | CS Rapid București  | 0 |  |                     |             |                |   |       |       |  |
|  |                           |          |          |  |  | CS Medgidia         | 3             | 0                   |   |  |                     |             |                |   |       |       |  |
|  | CS Rapid București        | 3        | 2        |  |  | CS Rapid București  | 1             | 3                   |   |  |                     |             |                |   |       |       |  |
|  | ACS Turda                 | 0        | 3        |  |  |                     |               |                     |   |  |                     |             |                |   |       |       |  |

### Resultat

#### Åttondelsfinaler

##### Match 1
| 20 oktober 2021 Sala Polivalentă Rapid, Bukarest Speltid: ? - Åskådare: 21            | CS Rapid București        | 3 - 0 | ACS Turda             | 25-19, 25-18, 25-22       |
| 20 oktober 2021 Sala Polivalentă, Craiova Speltid: 1h:29 - Åskådare: 50               | SCM Universitatea Craiova | 1 - 3 | CSM Lugoj             | 25-21, 8-25, 22-25, 17-25 |
| 20 oktober 2021 Sala de Sport Gabriela Szabo, Voluntari Speltid: 0h:59 - Åskådare: 50 | CSO Voluntari             | 3 - 0 | CS Știința Bacău      | 25-15, 25-17, 25-15       |
| 20 oktober 2021 Sala Sporturilor, Mioveni Speltid: 1h:07 - Åskådare: 80               | CS Mioveni                | 3 - 0 | CS Universitatea Cluj | 25-16, 25-18, 25-20       |

##### Match 2
| 10 november 2021 Sala Sporturilor Horia Demian, Cluj-Napoca Speltid: 1h:46 - Åskådare: ? | ACS Turda             | 3 - 2 | CS Rapid București        | 12-25, 25-22, 12-25, 25-14, 15-13 |
| 10 november 2021 Sala Ioan Kunst Ghermănescu, Lugoj Speltid: ? - Åskådare: ?             | CSM Lugoj             | 3 - 0 | SCM Universitatea Craiova | 28-26, 25-14, 25-15               |
| 10 november 2021 Sala Sporturilor, Bacău Speltid: 1h:34 - Åskådare: ?                    | CS Știința Bacău      | 1 - 3 | CSO Voluntari             | 18-25, 16-25, 25-19, 14-25        |
| 26 november 2021 Sala Sporturilor, Mioveni Speltid: 1h:07 - Åskådare: ?                  | CS Universitatea Cluj | 0 - 3 | CS Mioveni                | 18-25, 20-25, 19-25               |

#### Kvartsfinaler

##### Match 1
| 1º december 2021 Sala Polivalentă Dinamo, Bukarest Speltid: 1h:43 - Åskådare: ?           | CS Dinamo București | 3 - 1 | CSO Voluntari       | 25-20, 23-25, 25-11, 25-19 |
| 1º december 2021 Sala Sporturilor Iftimie Ilisei, Medgidia Speltid: 1h:42 - Åskådare: 112 | CS Medgidia         | 3 - 1 | CS Rapid București  | 25-21, 26-24, 22-25, 25-23 |
| 1º december 2021 Sala Sporturilor, Mioveni Speltid: 1h:22 - Åskådare: ?                   | CS Mioveni          | 0 - 3 | CSM Volei Alba Blaj | 18-25, 24-26, 23-25        |
| 2 december 2021 Sala Ioan Kunst Ghermănescu, Lugoj Speltid: 1h:49 - Åskådare: 250         | CSM Lugoj           | 1 - 3 | CSM Târgoviște      | 21-25, 18-25, 25-20, 28-30 |

##### Match 2
| 19 januari 2022 Sala de Sport Gabriela Szabo, Voluntari Speltid: 1h:36 - Åskådare: 50 | CSO Voluntari       | 3 - 1 | CS Dinamo București | 25-11 20-25 25-20 25-12 |
| 19 januari 2022 Sala Polivalentă Rapid, Bukarest Speltid: ? - Åskådare: 45            | CS Rapid București  | 3 - 0 | CS Medgidia         | 25-18 25-21 25-23       |
| 19 januari 2022 Sala de Sport Timotei Cipariu, Blaj Speltid: 1h:33 - Åskådare: ?      | CSM Volei Alba Blaj | 3 - 1 | CS Mioveni          | 25-14 23-25 25-22 25-15 |
| 19 januari 2022 Sala Polivalentă, Târgoviște Speltid: 1h:13 - Åskådare: 80            | CSM Târgoviște      | 3 - 0 | CSM Lugoj           | 25-19 27-25 25-10       |

#### Semifinaler
| 19 mars 2022 Sala Sporturilor, Mioveni Speltid: 1h:48 - Åskådare: 550 | CSO Voluntari  | 1 - 3 | CSM Volei Alba Blaj | 25-23, 19-25, 21-25, 21-25 |
| 19 mars 2022 Sala Sporturilor, Mioveni Speltid: 1h:05 - Åskådare: 200 | CSM Târgoviște | 3 - 0 | CS Rapid București  | 25-16, 25-15, 25-21        |

#### Final
| 20 mars 2022 Sala Sporturilor, Mioveni Speltid: 1h:57 - Åskådare: 450 | CSM Volei Alba Blaj | 3 - 1 | CSM Târgoviște | 28-30, 26-24, 25-12, 25-22 |

## Statistik
| Vunna poäng | Vunna poäng     | Vunna poäng | Vunna poäng         |
| Pos.        | Namn            | Poäng       | Lag                 |
| ----------- | --------------- | ----------- | ------------------- |
| 1           | Iuna Zadorojnai | 62          | CS Rapid București  |
| 2           | Victoriia Russu | 59          | CSM Volei Alba Blaj |
| 3           | Dijana Vuković  | 56          | CSO Voluntari       |
| 4           | Rodica Buterez  | 55          | CSM Târgoviște      |
| 5           | Romana Krišková | 55          | CS Mioveni          |

| Vunna attacker | Vunna attacker  | Vunna attacker | Vunna attacker      |
| Pos.           | Namn            | Poäng          | Lag                 |
| -------------- | --------------- | -------------- | ------------------- |
| 1              | Victoriia Russu | 52             | CSM Volei Alba Blaj |
| 2              | Iuna Zadorojnai | 50             | CS Rapid București  |
| 3              | Rodica Buterez  | 45             | CSM Târgoviște      |
| 4              | Romana Krišková | 45             | CS Mioveni          |
| 5              | Silvia Coman    | 43             | CS Rapid București  |

| Vunna block | Vunna block    | Vunna block | Vunna block         |
| Pos.        | Namn           | Poäng       | Lag                 |
| ----------- | -------------- | ----------- | ------------------- |
| 1           | Leah Meyer     | 17          | CSM Târgoviște      |
| 2           | Neira Ortiz    | 15          | CSM Târgoviște      |
| 3           | Nađa Ninković  | 14          | CSM Volei Alba Blaj |
| 4           | Alexandra Sobo | 14          | CS Rapid București  |
| 5           | Katarina Čanak | 13          | CSM Lugoj           |

| Serveess | Serveess           | Serveess | Serveess                  |
| Pos.     | Namn               | Poäng    | Lag                       |
| -------- | ------------------ | -------- | ------------------------- |
| 1        | Dijana Vuković     | 7        | CSO Voluntari             |
| 2        | Marjorie Corrêa    | 6        | CS Rapid București        |
| 2        | Gergana Dimitrova  | 6        | CSM Volei Alba Blaj       |
| 2        | Adriana Matei      | 6        | CSM Târgoviște            |
| 5        | Daria Cocan        | 5        | ACS Turda                 |
| 5        | Ramona Breban      | 5        | SCM Universitatea Craiova |
| 5        | Bojana Marković    | 5        | CSM Lugoj                 |
| 5        | Ana Cristina Miron | 5        | CS Dinamo București       |
| 5        | Sara Ranković      | 5        | CS Mioveni                |
| 5        | Alexandra Spînoche | 5        | CS Rapid București        |
| 5        | Darya Ionava       | 5        | CSO Voluntari             |